# 秃发王后
禿髮王后（？—423年），禿髮氏，西秦文昭王乞伏炽磐的王后，是南凉景王秃发傉檀的女儿。
西秦永康三年（414年）十一月，乞伏炽磐立禿髮氏为王后。乞伏炽磐起初将秃发傉檀敬如上宾，但永康四年（415年），还是以怨报德，将秃发傉檀秘密毒死。秃发傉檀死前拒绝治疗以试图保全他子女的性命。但禿髮王后和她的哥哥禿髮虎台（秃发傉檀的太子），得知父亲的死因后，密谋杀死乞伏炽磐替父亲报仇。建弘四年（423年）十月，禿髮王后的妹妹禿髮左夫人受宠于乞伏炽磐，泄漏了秃发兄妹的密谋，乞伏炽磐将秃发兄妹处死。